# Maškovce
Maškovce est un village de Slovaquie situé dans la région de Prešov.

## Histoire
Première mention écrite du village en 1574.

## Démographie

### Évolution de la population
| Année:               | 1994. | 2004.    | 2014.   | 2024.   |
| -------------------- | ----- | -------- | ------- | ------- |
| Nombre de personnes: | 53    | 60       | 56      | 58      |
| Différence:          |       | +13,20 % | -6,66 % | +3,57 % |

| Année:               | 2023. | 2024.   |
| -------------------- | ----- | ------- |
| Nombre de personnes: | 56    | 58      |
| Différence:          |       | +3,57 % |